# 目黒区立五本木小学校
目黒区立五本木小学校 (めぐろくりつごほんぎしょうがっこう)は、東京都目黒区五本木2丁目24-3にある公立小学校である。
オリンピック・パラリンピック教育アワード校、ユネスコスクールに指定されている。児童数は約370人(2022年4月6日現在)
本校では平成23年度より目黒区で実施が義務化されている学校給食の食材等の放射性物質検査も実施され、安全性を確認されている。

## 沿革
- 1931年 (昭和6年) 9月1日 - 目黒区立油面小学校から分離する[4][5]